# Black Tiger (wrestling)
Black Tiger è una gimmick interpretata da sette diversi wrestler nella New Japan Pro-Wrestling in opposizione alle sei incarnazioni di Tiger Mask. Questo personaggio è stato ricavato dall'originale anime giapponese di Tiger Mask. L'elemento caratterizzante della gimmick è il vestiario, praticamente identico a quello del suo perenne rivale, con l'eccezione dei colori, nero ed argento.
Il primo di essi fu Mark Rocco, wrestler britannico, che assunse la gimmick in opposizione al Tiger Mask originale, Satoru Sayama, nel 1982. Rocco riuscì a conquistare il WWF Junior Heavyweight Championship. Il secondo fu Eddie Guerrero nel tardo 1993. Il terzo fu César Cuauhtémoc González Barrón, il quarto fu Rocky Romero, il quinto fu Tatsuhito Takaiwa, primo Black Tiger giapponese. Il sesto fu Tomohiro Ishii e il settimo Nosawa Rongai.